# Pardubice centrum
Pardubice centrum je obvod železniční stanice Pardubice hlavní nádraží se zastávkou v km 304,620 trati Praha – Česká Třebová.
Drážní úřad zastávku schválil v únoru 2022 s blíže neurčeným datem jejího otevření. Stavba zastávky začala v září 2023, zprovozněna byla 12. června 2024. Po jejím otevření sem byly prodlouženy osobní a spěšné vlaky od Hradce Králové a v pracovní dny i od Chrudimi, do té doby končící na pardubickém hlavním nádraží. Od 15. prosince 2024 byly až na tuto zastávkou prodlouženy i rychlíky od Liberce. Ačkoli zastávka leží na trati Praha – Česká Třebová, osobní vlaky jezdící po této v ní vzhledem k jejímu umístění nezastavují.

## Historie
Nápad na vybudování zastávky vznikl původně v souvislosti s Ostřešanskou spojkou, která měla usnadnit cestování vlakem ve směru do Chrudimi a dále. I z toho důvodu bylo původně v plánu, že při rekonstrukci pardubického železničního uzlu se kolejiště uzpůsobí tak, aby zastávka mohla být postavena, ale k jejímu vzniku by došlo až někdy po roce 2024, kdy modernizace skončila. Termíny se však posunuly a ačkoli je výstavba zastávky samostatnou akcí, vše nasvědčovalo tomu, že by mohla vzniknout souběžně s modernizací. Vzhledem k úsporám však bylo požadováno, aby se na vzniku zastávky finančně podílelo město Pardubice i Pardubický kraj. Samosprávy nápadu nakloněny nebyly a plánovaly na zastávku přispět pouze symbolicky. Ještě v květnu 2023 tak nebylo jasné, zda zastávka skutečně vznikne, ačkoli si to představitelé města i kraje přáli.
Nakonec byla po jednáních zastávka v červnu 2023 schválena a její stavba, která měla přijít na 53,8 milionu korun, začala v září téhož roku. Stavebně byla zastávka dokončena v květnu 2024 a po odstranění následků železniční nehody byla 12. června uvedena do pravidelného provozu.

### Železniční nehoda

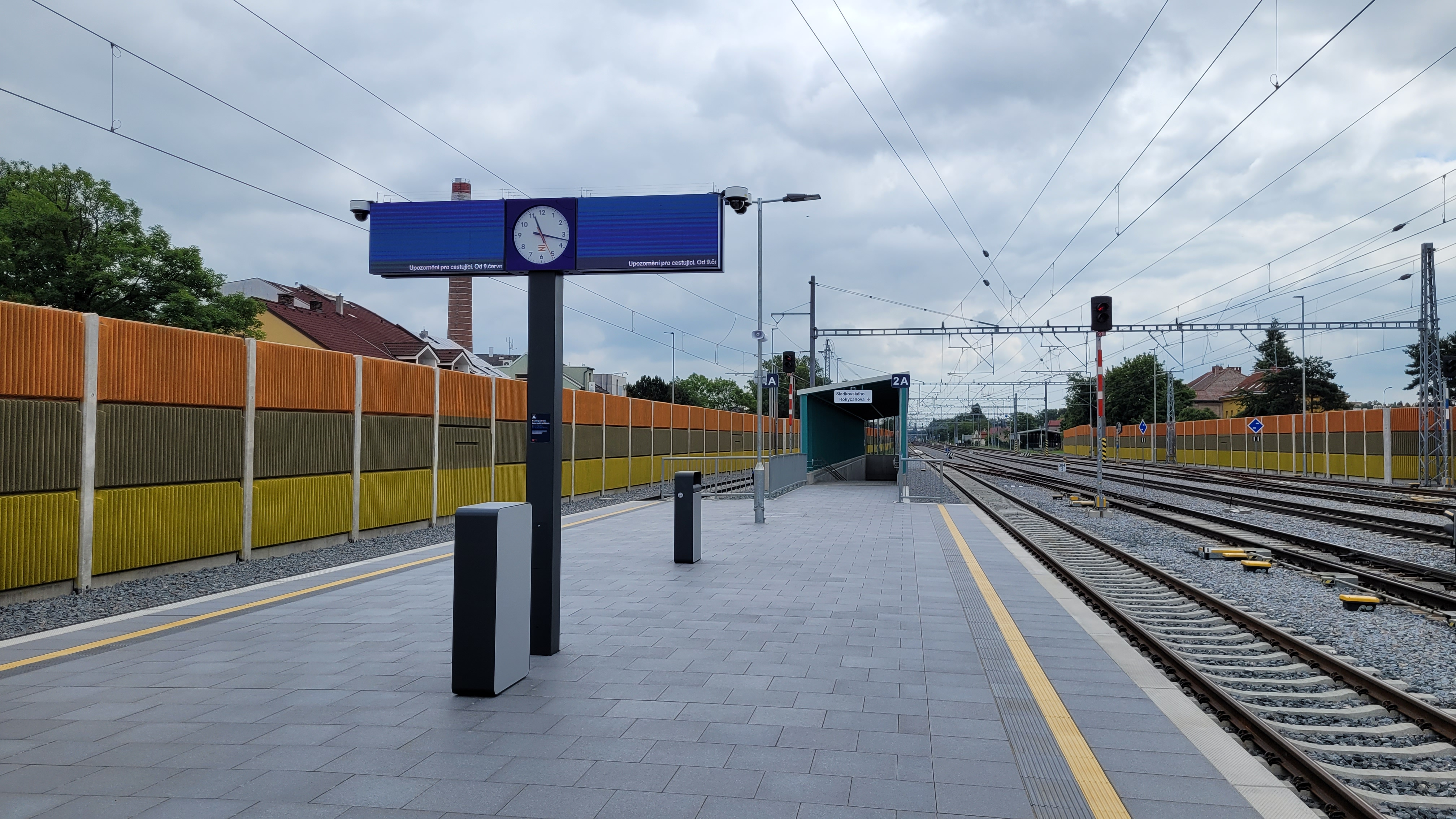
Nástupiště zastávky, v pravé části záběru místo nehody z června 2024 (snímek pořízen den před nehodou)

Dne 5. června 2024 ve 22.49 hodin došlo v těsné blízkosti zastávky k čelní srážce dvou vlaků. Nehodu nepřežili 4 lidé, dalších 22 bylo zraněno. Plánované slavnostní otevření zastávky, spojené s představením nových jednotek RegioFox a RegioSpider pro Pardubický kraj, které mělo proběhnout 8. června, bylo v důsledku mimořádné události zrušeno. Nostalgické jízdy, které měly probíhat směrem do Hradce Králové, Slatiňan a na vlečku Elektrárny Opatovice nad Labem se uskutečnily, ale bez úseku Pardubice hlavní nádraží – Pardubice centrum. Po nehodě také nejprve nebylo jasné, zda se provoz podaří zahájit v původně plánovaném termínu 9. června. Nakonec bylo zprovoznění zastávky s ohledem na odklízecí práce posunuto nejdříve o dva dny na 11. června, poté ještě o jeden den na 12. června.

## Popis zastávky
Zastávku tvoří jedno ostrovní nástupiště mezi staničními kolejemi 10a a 12a o délce 140 metrů (výhledově až 170 metrů) a šířce 8,76 metru s nástupní hranou ve výšce 550 milimetrů nad temenem kolejnice. Přístup na něj byl vyřešen v rámci rekonstrukce pardubického hlavního nádraží krytým šikmým, 3 metry širokým chodníkem z podchodu, který propojuje Sladkovského a Rokycanovu ulici, a pomocí přístupové cesty z ulice Jana Palacha. Na nástupišti jsou umístěny přístřešky pro cestující, lavičky a další mobiliář. Zastávka je vybavena informačním systémem, rozhlasem a kamerovým systémem.

## Galerie

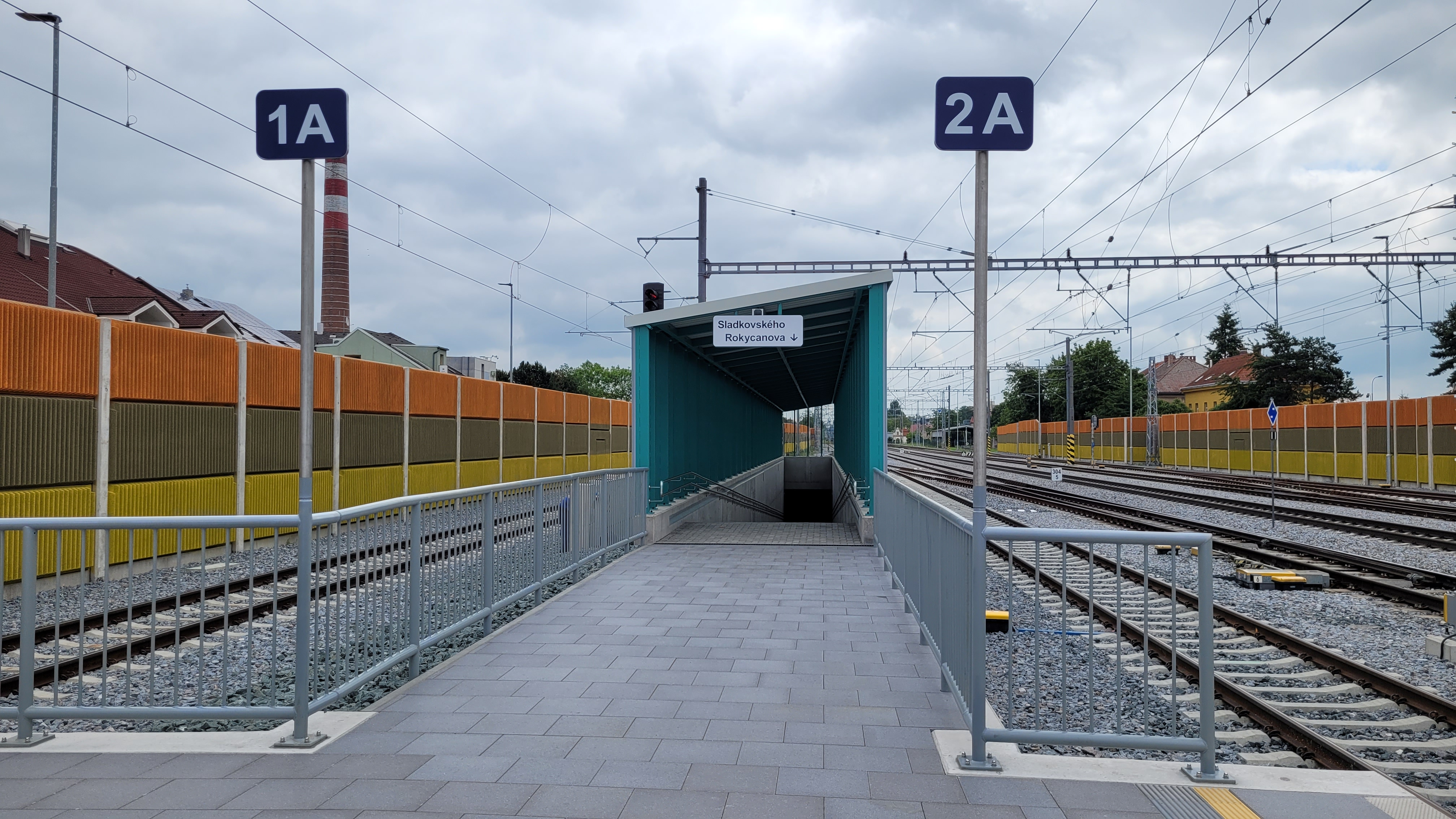
Přístupová cesta do podchodu u ulice Sladkovského
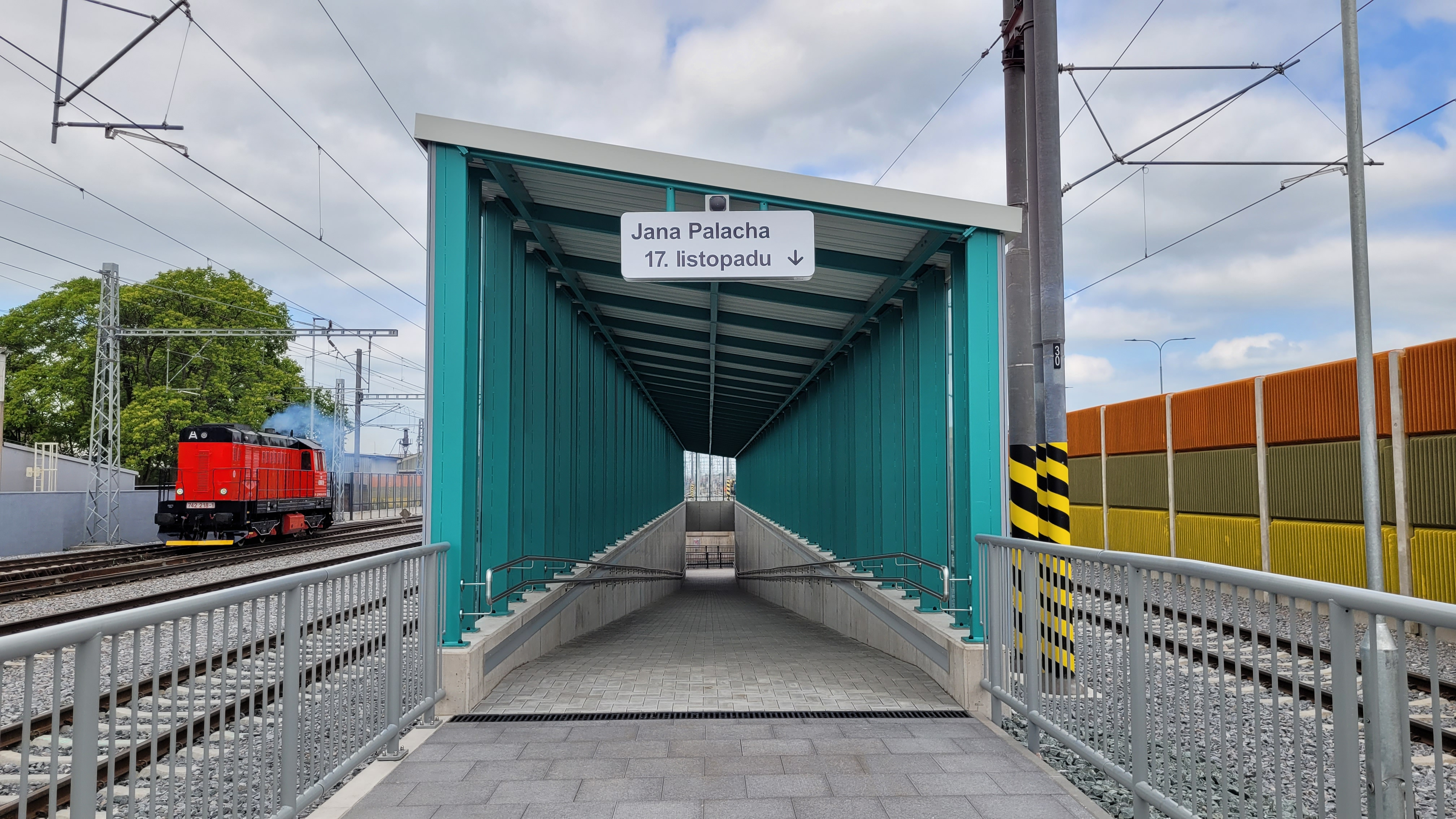
Přístupová cesta k podjezdu v ulici Jana Palacha
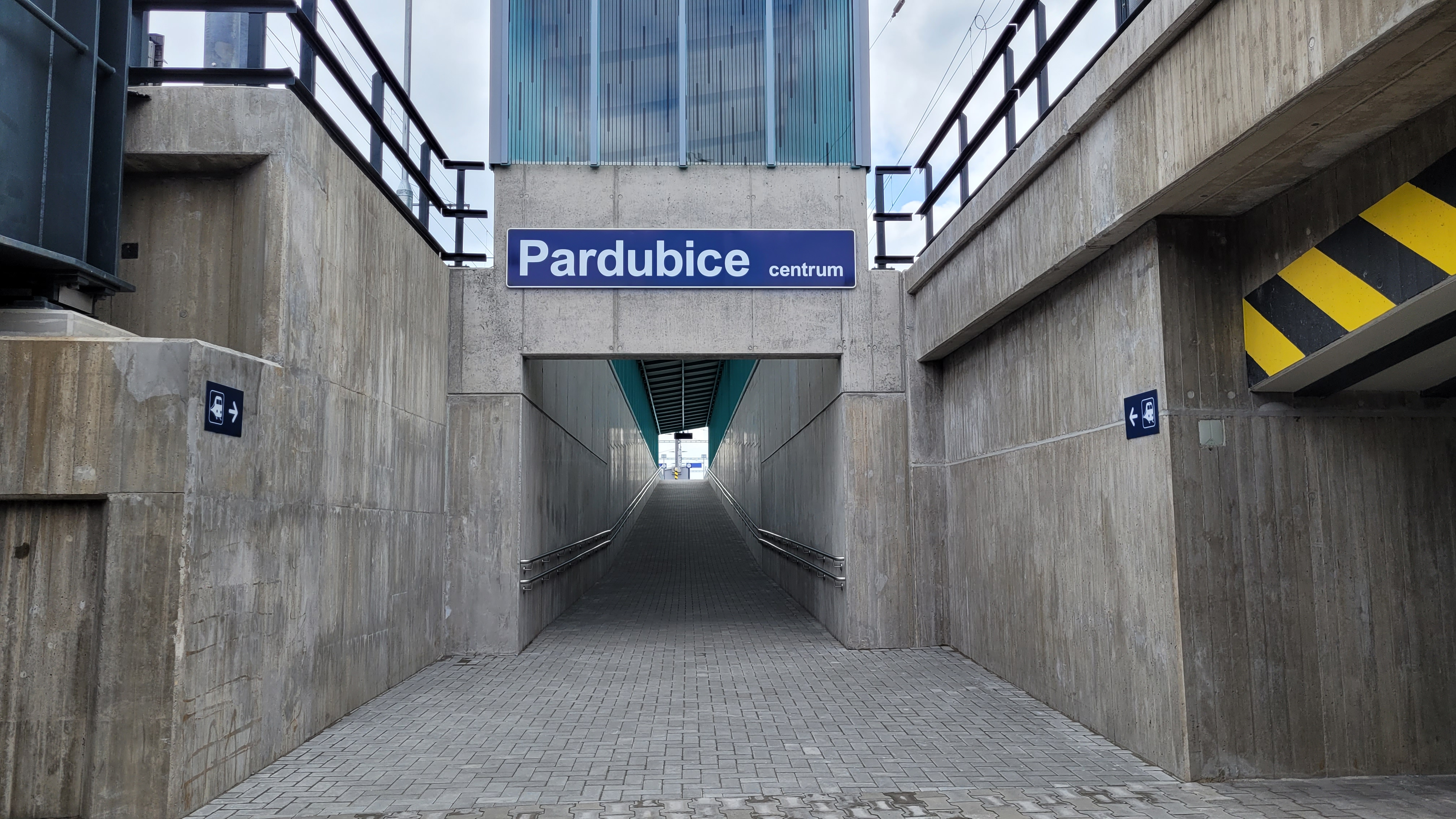
Vstup na zastávku z podjezdu v ulici Jana Palacha